# Siete Iglesias de Trabancos
Siete Iglesias de Trabancos és un municipi de la província de Valladolid a la comunitat autònoma espanyola de Castella i Lleó. Limita al nord-est amb Pollos, a l'est amb Nava del Rey, a l'oest amb Castronuño i al sud amb Alaejos.

## Demografia
| 1991 | 1996 | 2001 | 2004 |
| ---- | ---- | ---- | ---- |
| 719  | 667  | 592  | 561  |